# Luís Frade
Luís Frade (født 11. september 1998 i Rio Tinto, Portugal) er en portugisisk håndboldspiller, som spiller i FC Barcelona og på Portugals herrehåndboldlandshold.
I 2020 tog han fra Sporting til FC Barcelona.
Han deltog under EM i håndbold 2020 i Sverige/Østrig/Norge.
I 2025 var han en central del af det Portugisiske hold, der nåede semifinalen for første gang i landets historie, hvor de tabte til Danmark, og senere tabte til Frankrig i bronzekampen.